# فرودگاه ماریس هاربر
فرودگاه ماریس هاربر (به انگلیسی: Mary's Harbour Airport) یک فرودگاه همگانی با کد یاتا YMH است که یک باند فرود شن دارد و طول باند آن ۷۷۶ متر است. این فرودگاه در کشور کانادا قرار دارد و در ارتفاع ۱۱ متری از سطح دریا واقع شده‌است.

## شرکت‌های هواپیمایی و مقصدهای پروازی
| شرکت‌های هواپیمایی | مقصدهای پروازی                                                                                          |
| ----------------- | --- |
| ایر لابرادور      | بلک تیکل، کارترایت، شارلوت‌تاوون، فاکس هاربور، سی‌اف‌بی گوس بی، پورت هوپ سیمپسون، سنت آنتونی، ولیامز هاربر |